# Leszek Nowak

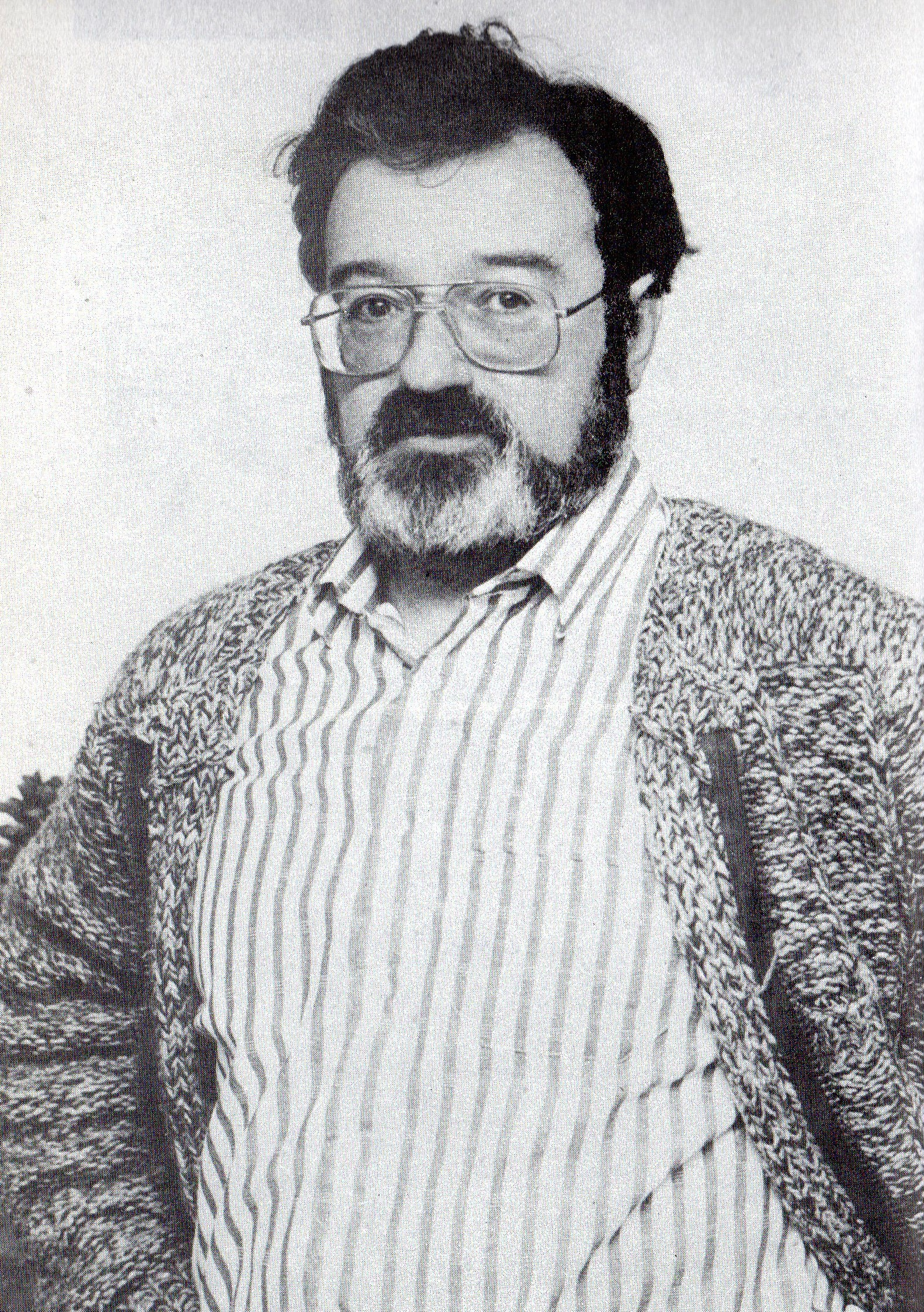
Leszek Nowak (1992)

Leszek Nowak (* 7. Januar 1943 in Więckowice, Powiat Tarnowski; † 20. Oktober 2009 in Posen) war ein polnischer Philosoph.

## Biografie
Als überzeugter Anhänger des Marxismus wurde Nowak 1961 Mitglied der Polnischen Vereinigten Arbeiterpartei (PZPR). Er studierte nach dem Schulbesuch zunächst Rechtswissenschaften an der Adam-Mickiewicz-Universität Posen, schloss 1965 mit einem Magister ab und studierte im Anschluss Philosophie an der Universität Warschau, was er 1966 ebenfalls mit einem Magister beendete. 1967 folgte seine Promotion mit einer Dissertation zur Bedeutung in der Sprachphilosophie und Semiotik („Problemy znaczenia i obowiązywania normy prawnej a funkcje semiotyczne języka“). Zwischen 1965 und 1970 war er Wissenschaftlicher Mitarbeiter an der Universität Posen. 1970 erfolgte seine Habilitation über Karl Marx und „Das Kapital“ („U metodologicznych podstaw 'Kapitału' Karola Marksa“). Im Anschluss war er als Lektor an der Universität Posen tätig.
1976 wurde er schließlich als Professor an den Lehrstuhl für Philosophie der Adam-Mickiewicz-Universität Posen berufen, auf dem er bis zu seinem Tode lehrte. Zwischen 1976 und 1984 war er auch Redakteur der „Studien für Philosophie und Humanwissenschaften“ (Poznańskie Studia z Filozofii Humanistyki).
1980 trat er aus der PZPR wegen deren politischem Kurs aus und trat als Mitglied der Gewerkschaftsbewegung Solidarność bei. In der Folgezeit äußerte er sich kritisch zu den Ereignissen bei den März-Unruhen 1968 in Polen und die vom damaligen Minister für Bildung und Hochschulwesen und von 1972 bis 1985 amtierenden Staatsratsvorsitzenden Henryk Jabłoński verfügte Relegation der beteiligten Studenten. Daraufhin wurde er zwischen Dezember 1981 und Dezember 1982 im Gefängnis von Ostrów Wielkopolski inhaftiert.
Nach seiner Haftentlassung nahm er seine Lehrtätigkeit wieder auf und war seit 1985 auch Mitarbeiter am Philosophischen Institut der Universität Posen. 1994 wurde er korrespondierendes Mitglied der Polnischen Akademie der Wissenschaften (Polska Akademia Nauk).
Während seiner Lehr- und Forschungstätigkeit beschäftigte er sich zusammen mit dem Direktor des Historischen Instituts der Universität Posen Jerzy Topolski insbesondere mit Marxismus und Logischem Empirismus.

## Veröffentlichungen
Nowak verfasste mehr als 25 Bücher und 300 Fachaufsätze zu philosophischen Themen mit dem Schwerpunkt Marxismus wie:
- „On the (Idealizational) Structure of Economic Theories“, 1989
- „Dimensions of the Historical Process“, 1989
- „Paradoxes of Social Consciousness Under Socialism“, 1992
- „Marx's theories today“, 1998 (Co-Autor: Ryszard Panasiuk)